# Louise Seigneur
Pour les articles homonymes, voir Seigneur (homonymie).
Louise Seigneur, née le 12 février 2005, est une coureuse cycliste française pratiquant le BMX freestyle.

## Carrière
Louise Seigneur obtient la médaille d'argent en flat aux Championnats d'Europe de BMX freestyle 2021 à Bochum et en 2023 à Duisbourg.

## Palmarès en BMX freestyle flat
- 2021
  -  Médaillée d'argent du BMX freestyle flat
- 2023
  -  Médaillée d'argent du BMX freestyle flat